# CAIC WZ-10

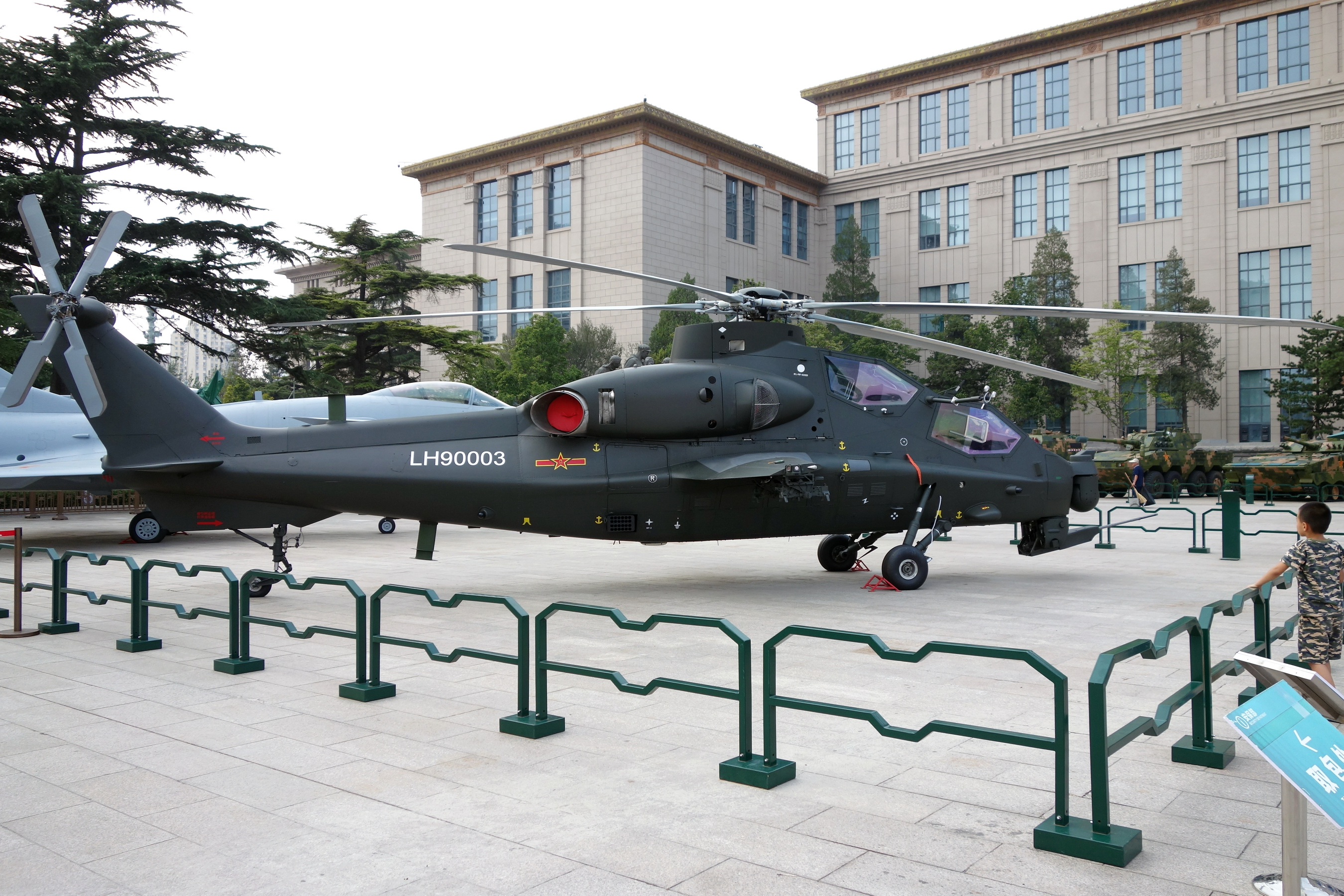
CAIC WZ-10

CAIC WZ-10 este un elicopter de atac/antitanc modern, în curs de dezvoltare pentru a servi în Armata de Eliberare Populară chineză..